# Nanokapsel
Nanokapsler er hule partikler i nanostørrelse, som kan fyldes med medicin eller andre stoffer, som skal transporteres ind i kroppens celler.
Tidligere bestod kapslerne af fosfolipider (det stof vores cellevægge består af) og lipider (fedtmolekyler, som er opløselige i cellernes fedtholdige membraner). I dag laves nanokapsler ofte af kunstige molekyler, der efterligner de kapsler vira bruger, til at trænge ind i celler.
Nanokapsler bruges i cremer til at transportere vitaminer ind i huden samt i medicin.